# Förlåt, att jag spökar
Förlåt, att jag spökar (engelska: The Time of Their Lives) är en amerikansk fantasy-komedifilm från 1946 i regi av Charles Barton. I huvudrollerna ses komikerduon Abbott och Costello. 

## Handling
En pjäsförfattare, en psykiater och ytterligare några bekanta tillbringar en helg på ett gammalt gods som håller på att restaureras. Där får de bekanta sig med ett par busiga spöken som huserat där sedan amerikanska frihetskrigets dagar.

## Rollista i urval
- Bud Abbott - Cuthbert Greenway / Dr. Ralph Greenway
- Lou Costello - Horatio Prim
- Marjorie Reynolds - Melody Allen
- Binnie Barnes - Mildred Dean
- John Shelton - Sheldon Gage
- Gale Sondergaard - Emily
- Lynn Baggett - June Prescott
- Jess Barker - Thomas Danbury
- Ann Gillis - Nora O'Leary
- Donald MacBride - Lt. Mason
- William Hall - Sgt. Conners
- Robert Barrat - Maj. Putnam
- Rex Lease - Sgt. Makepeace
- Kirk Alyn - Dandy på fest